# Kecamatan Tirtajaya
Kecamatan Tirtajaya är ett distrikt i Indonesien.   Det ligger i kabupatenet Kabupaten Karawang och provinsen Jawa Barat, i den västra delen av landet, 50 km nordost om huvudstaden Jakarta.